# Kabupaten Gunung Kidul

Kabupaten Gunung Kidul är ett kabupaten i Indonesien.   Det ligger i provinsen Yogyakarta, i den västra delen av landet, 500 km öster om huvudstaden Jakarta. Antalet invånare är 697 215. Arean är 1 485 kvadratkilometer.
Terrängen i Kabupaten Gunung Kidul är huvudsakligen kuperad, men den allra närmaste omgivningen är platt.